# Beddomeia capensis
Beddomeia capensis é uma espécie de gastrópode  da família Hydrobiidae.
É endémica da Austrália.